# Straßenbahnmuseum Skjoldenæsholm

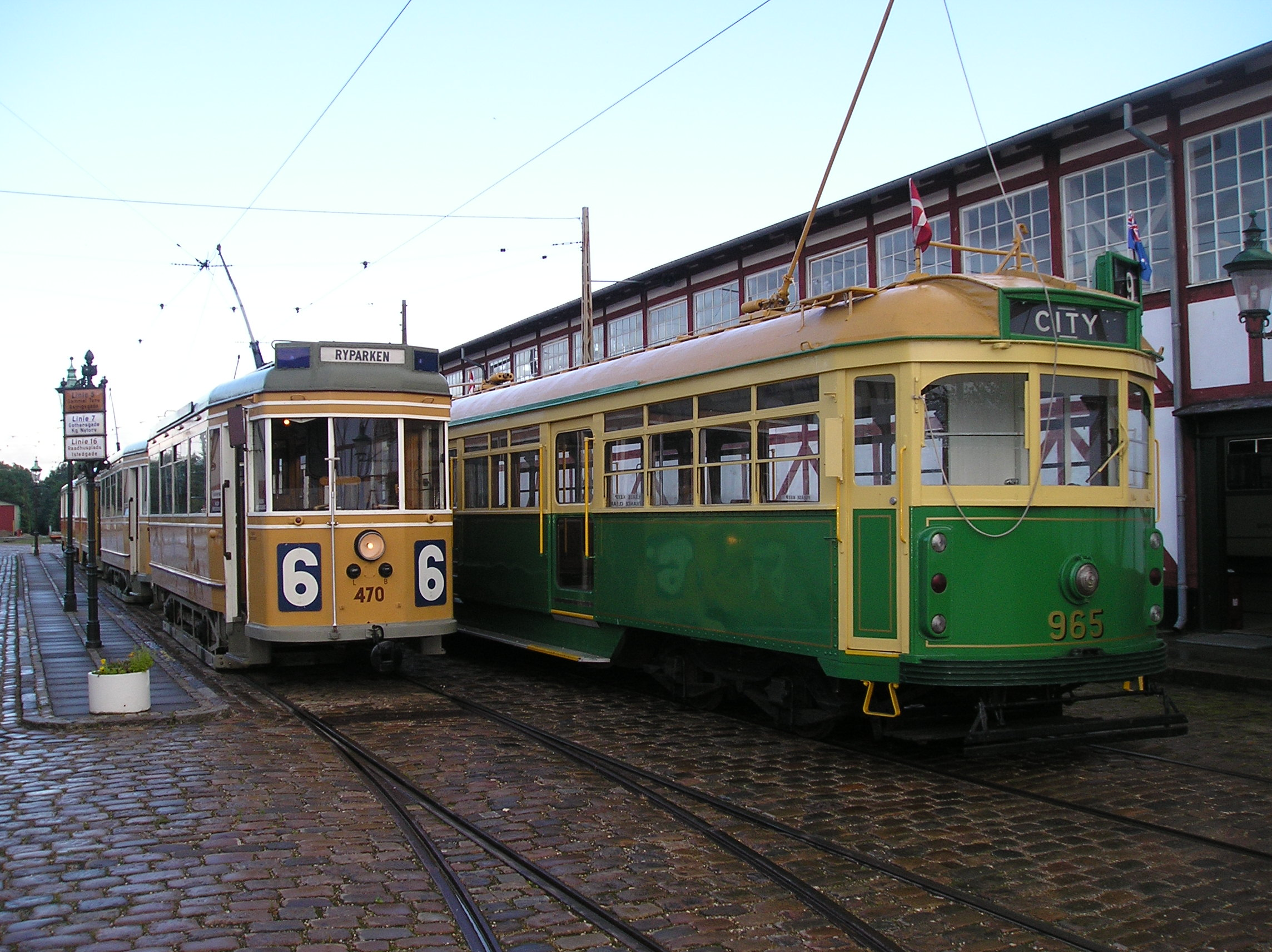
Wagen 470 aus Kopenhagen und 965 aus Melbourne im Museum

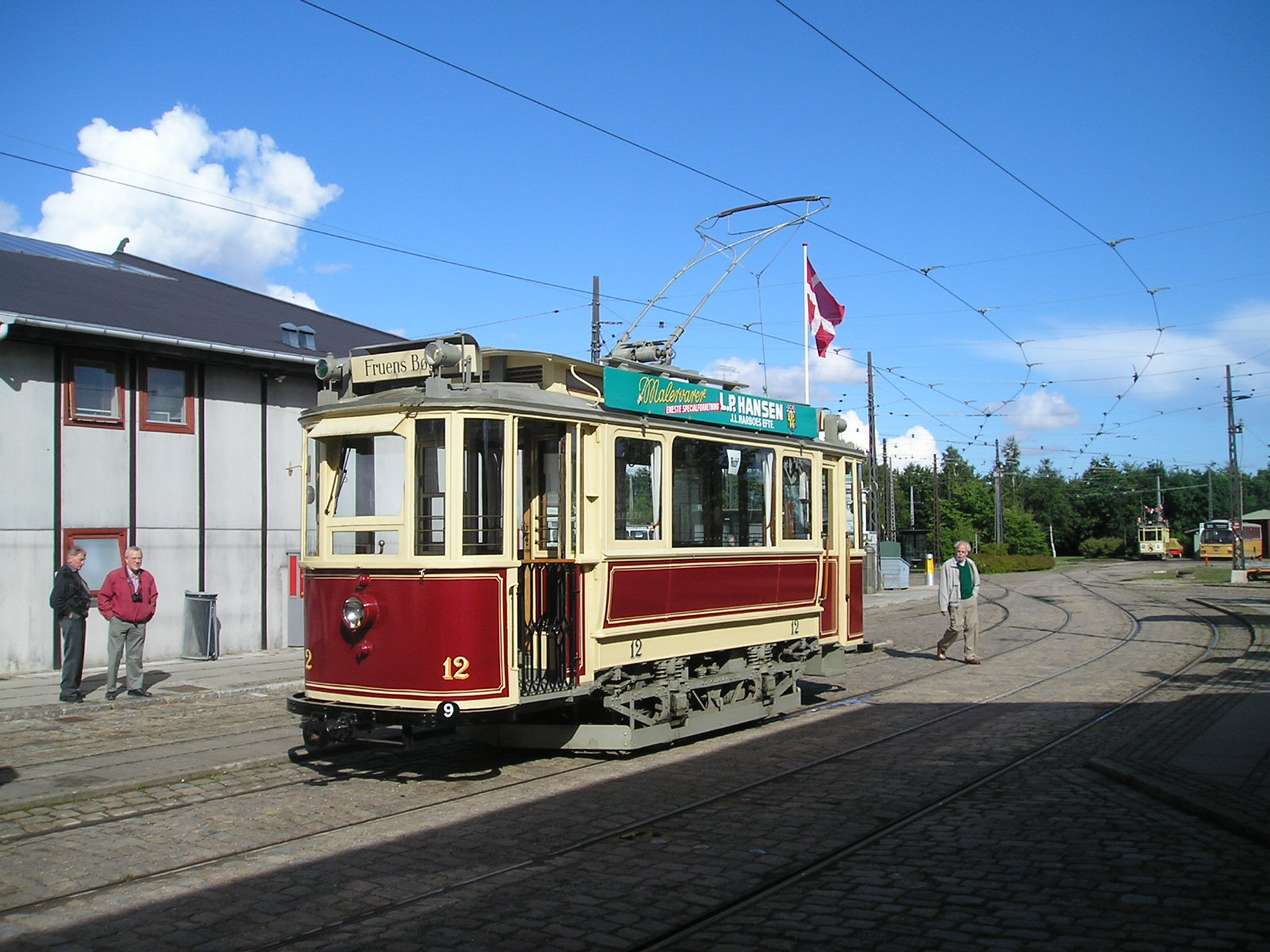
Wagen 12 aus Odense im Museum

Das Straßenbahnmuseum Skjoldenæsholm befindet sich auf der dänischen Insel Seeland zwischen Ringsted und Hvalsø. Es wurde 1978 eröffnet und war bis zur Eröffnung der Aarhus Letbane 2017 der einzige Ort in Dänemark, an dem noch Straßenbahnen fuhren.

## Ausstellung
Vorhanden sind Ausrüstungsgegenstände und betriebsbereite Fahrzeuge der ehemaligen dänischen Straßenbahnbetriebe von Aarhus (1971 stillgelegt), København (1972 stillgelegt) und Odense (1952 stillgelegt) sowie zahlreicher ausländischer Betriebe wie beispielsweise Triebwagen aus Hamburg, Düsseldorf, Rostock und Malmö, außerdem einige Oberleitungsbusse.
Ein Fahrzeug kam aus dem australischen Melbourne. Es handelt sich um ein Geschenk dieser Stadt zu Ehren der dänischen Kronprinzessin Mary Donaldson, die von 1996 bis 2002 in Melbourne arbeitete. Die Reederei Maersk Sealand übernahm den Transport kostenlos.
Für den Fahrbetrieb sind vorhanden:
- Eine 300 m lange Strecke in Meterspur, auf der Fahrzeuge aus Aarhus, Flensburg und Basel unterwegs sind sowie
- Eine 1,5 km lange Strecke in Normalspur, die die Trasse der ehemaligen Sjællandske midtbane benutzt und zur Endstelle mit Picknicktischen und einem als Café umgebauten Straßenbahnwagen der Rheinbahn führt, der zu Betriebsbeginn an der Endstelle abgestellt wird.

Die Eintrittskarten können als Fahrkarten benutzt werden und ermöglichen eine unbegrenzte Zahl an Mitfahrten am Besuchstag. Da der Verein ehrenamtlich betrieben wird, ist nicht vorhersehbar, welche Wagen an welchem Tag fahren, da die Fahrzeuge jeweils nur von einem geschulten Mitarbeitern gefahren werden können. Während der Öffnungszeiten besteht mindestens ein 10-Minuten-Takt mit drei verschiedenen Fahrzeugen.
In zwei Ausstellungshallen werden zahlreiche Gegenstände zur Geschichte des dänischen Nahverkehrs gezeigt. Eine davon ist die Straßenbahnwagenhalle Valby Gamle Remise aus Kopenhagen, die dort abgebaut und im Museum wieder aufgebaut wurde.
In der anderen Halle werden mehr als 20 Omnibusse, hauptsächlich aus Kopenhagen gezeigt. Das Spektrum erstreckt sich von einem Pferdebus über einen der ersten mit Kraftstoff betriebenen Omnibusse, Linienbusse für den Stadt- und Regionalverkehr bis zu einem für Kopenhagen gebauten Doppeldeckerbus, der nach dem Testbetrieb nach Berlin als Sightseeingbus verkauft wurde und vom Verein nun wieder zurückgeholt wurde.
Ein weiterer Hallenneubau dient als große Werkstatt für Straßenbahnen und Omnibusse, die an das Schienennetz des Museums angeschlossen werden soll.